# Мрежни комутаторски подсистем
Мрежни комутаторски подсистем (енгл. Network Switching Subsystem–NSS) је дио GSM система који обавља функције комутирање и управља комуникације између мобилних телефона и комутиране јавне телефонске мреже. Он је у власништву и размјештен од стране мобилних телефонских оператера и дозвољава мобилним телефонима да комуницирају једни са другима и телефонима у широј телекомуникацијској мрежи. Архитектура блиско личи на телефонску централу, али постоје додатне функције које су потребне, јер телефони нису учвршћени у једној локацији. Свака од ових функција управља различите аспекте управљању мобилности те су детаљније описани у наставку.
Мрежни комутаторски подсистем, такође се зове као основна ГСМ мрежа, обично се односи на језгро мреже са комутацијом кола, а користи се за традиционалне ГСМ услуге, као што су говорне позиве, СМС и позиве са Податкама преко комутацијом кола.
Постоји и преклапна архитектура на основној GSM мрежи који пружа услуге за пренос података комутацијом пакета те је познат као основна GPRS мрежа. Ово омогућава мобилним телефонима а да имају приступ услугама као што је WAP, MMS и Интернет.
Сви мобилни телефони произведени данас имају обе брсте услуга на основи вода и пакета, тако да већина оператори имају GPRS мрежу поред стандардне основне GSM мреже.

## Мобилни комутациони центар
Мобилни комутациони центар (енгл. Mobile Switching Center–MSC) је главни чвор који снабдева услуге за GSM, одговоран за управљање говорних позива и кратких порука (SMS), као и друге услуге (као што су конференцијске везе, факс и пренос података комутацијом вода). MSC успоставља, одржава и раскида позиве, управља мобилност и потребе за прослеђивање (енгл. handover) током позива и води бригу о наплаћивању и нагледа припејд рачуне у реалном времену.
У GSM мобилном телефонском систему, у супротности са ранијим аналогним услугама, факс и подаци се шаљу директно кодиране дигитално према MSC-у. Само у MSC-у је то кодирано у „аналогни“ сигнал (иако заправо ово ће готово сигурно значити дигитално кодирани звук као PCM сигнал на 64 kbit/s временски одсјечак (енгл. timeslot), познат као DS0 у Америци).
Постоје различити називи за разне MSC-ове у различитим контекстима, који одражава њихове сложене улоге у мрежи, сви ови појмови ипак могу се односити на исти MSC, али раде различите ствари у различитим временима.
Усмерујући MSC
(енгл. Gateway MSC–GMSC) је MSC који установљава који гостујући MSC претплатник који је зван је намештен.
Такође се спаја са јавном телефонском мрежом. Сви мобилни препа мобилним позивима и PSTN према мобилним позивима су преусмерене преко GMSC.
Израз важи само у контексту једног позива јер било који MSC може обезбедити обе функције усмеривања и посетилачког MSC-а, међутим, неки произвођачи праве MSC посвећене MSC високог капацитета који немају никакве  спојене са њима. Ови MSC-ови ће тада бити Усмерујуће MSC за многе позиве које управљају.
Гостујући  (енгл. Visited MSC) је MSC где претплатник се сада налази. Регистар локација посетилаца (VLR) у вези са овим MSC-ом ће имати претплатничке податке у њему.
Усидрени MSC (енгл. Anchor MSC) је MSC од којег прослеђивање је започело. Циљни MSC (енгл. Target MSC) је MSC према којем прослеђиване ће се десити.  Сервер је дио реконструисаног MSC концепта потичећи од 3GPP Издања 5.

## Сервер мобилног комутационог центра
Сервер мобилног комутационог центра (енгл. Mobile Switching Centre Server, MSS Server) је „soft switch“ варијанта мобилног комутационог центра, које пружа позиве комутацијом водова, управљање мобилности и ГСМ услуге према мобилним телефонима у ромингу унутар подручја који се служи. Функционалности MSC Сервера омогућава подељеност између контроле (сигнализација) и корисничке равнине (носилац у мрежном елементу назван као Медијски усмереник [енг. Media Gateway]), који гарантује више оптимално смјештање мрежних елемената унутар мреже.
Више информација је доступно у 3GPP TS 23.205.

## Остали елементи основнемреже спојене са-ом
се спаја са овим елементима:
- Регистар властитих претплатника  за добављање података о -у и MSISDN-у.
- Подсистем базне станице који управља радио комуникацују са 2G и 2.5G мобилни телефонима.
- који управља радио комуникацују са 3G мобилни телефонима.
- Регистар локација посетилаца (VLR) да установи где су друби мобилни претплатници постројени.
- остали MSC-ови за процедуре као што је прослеђивање.

## Процедуре спроводене
Задаци MSC-а укључују:
- испоручивању позиве претплатницима кад стигну на основу података из VLR-а
- cpaja одлазне позиве према другим мобилним претплатницима или јавној телефонској мрежи.
- испоручива SMS од претплатника према SMSC-у и обратно
- Приређује прослеђивање од контролеру базне станице (BSC) према другом контролеру базне станице
- Обављује прослеђивање из овог MSC-а на други
- Подржава додатне услуге, као што су конференцијске позиве или држање позива.
- Прави податке за рачун.

## Регистар властитих претплатника
Регистар властитих претплатника (енгл. Home Location Register–HLR) је централна база података која садржи детаље сваког претплатника мобилног телефона који је дозвољен да користи основну GSM мрежу. Може да постоји неколико логичних, и физичких, HLR-ова по PLMN-у, али само један MSISDN/IMSI може бити придружен са једним логичним HLR-ом (који може бити распрострањен преко неколико физичких чворова) у време.
HLR садржи податке о свакој SIM картици које је издао мобилни телефонски оператор. Сваки SIM има јединствени идентификатор који се зове IMSI који је примарни кључ за сваки HLR јединични податак.
Следећи важни предмети податка повезане са SIM-ом је MSISDN, што је телефонски број који користи мобилни телефон да прави и прима позиве.
Примери остали података држане у HLR-у на IMSI јединици података су:
- GSM услуге које је претплатник затражио или му је дато
- подешавања која омогућавају претплатнику да користи пакетне услуге
- Текући положај претплатника (VLR и SGSN)
- Подешавање за Преусмеравање позива примјењиве за сваки повезан MSISDN.

HLR подаци су држани за све време на које претплатник остаје са мобилним оператором.
HLR је систем који директно прима и обрађује  трансакције и поруке од елемената у GSM мрежи, на пример, поруке Пријава пребивалишта (енгл. Location Update) примљене када мобилни телефони крстаре (енгл. roam) око.

## Ауторизациони центар
Ауторизациони центар (енгл. Authentication Centre–AUC) је заштићена база података, која се придружује сваком HLR-у, и која садржи копије тајних кључева за ауторизацију свих постојећих SIM картица, који се користе за проверу аутентничности и кодовање радио канала.

## Регистар гостујућих претплатника
Регистар гостујућих претплатника (енгл. Visitor Location Register–VLR) је привремена база података претплатника које се тренутно налазе у географској области коју контролише {MSC}-. Свака Базна примопредајна станица у прежи је служена са тачно једном VLR-ом. тако да претплатник не може бити у више од једног VLR-а у времену.
Подаци држане у VLR-у су примљене од HLR-а, или скупљене од мобилног претплатника. У пракси, за разлоге перформанса, многи оператори интегришу VLR директно на гостојући Мобилни комутациони центар (V-MSC), и где ово није урађено, VLR је веома чврсто спојен са MSC-ом кроз посреднички интерфејс.
Подаци држани укључују:
- Интернационални идентификациони број корисника (претплатнички број идентитета)
- подаци за ауторизацију
- Интернационални ISDN број мобилног корисника[[]] (претплатнички телефонски број)
- GSM услуге које претплатник је дозвољен да користи
- адреса претплатника

### Остали елементи основнемреже спојене са-ом
се спаја са овим елементима:
- Гостујући  (енгл. Visited MSC–V-MSC) да шаље податке потребне за V-MSC током своје радње, нпр. ауторизацију или успостављања позива
- да затражи податке за мобилне телефоне у вези са својом послужном подручју.

## Регистар идентитета уређаја
Регистар идентитета уређаја (енгл. Equipment Identity Register–EIR) је често интегрисан са HLR-ом. EIR чува списак мобилних телефона (препознате по њиховим IMEI бројем), који се забрањен са мреже или надзиран.
Ово је дизајнирано како би се омогућило праћење украдених или неисправних мобилних телефона. У теорији све податке о свим украденим мобилним телефонима требају бити дистрибуирана свим EIR-овима у свету кроз централни EIR. Јасно је, међутим, да у неким земљама ово није у операцији. EIR подаци не морају се мењати у реалном времену, што значи да ова функција може бити мање распрострањена него функција HLR-а.